# Ciclismo contrarreloj masculino en los Juegos Olímpicos de Londres 2012
El evento de carrera contrarreloj masculino de ciclismo en ruta en los Juegos Olímpicos de Londres 2012 tuvo lugar el 1 de agosto en la ciudad de Londres. En la prueba contra reloj, los atletas comenzaron a intervalos de 90 segundos y el que completara la carrera en el tiempo más rápido ese era el ganador. El evento comenzó y terminó en Hampton Court Palace en el suroeste de Londres, e incluía secciones de Richmond, Kingston upon Thames y Surrey. Ambos eventos tanto como masculino y femenino se llevaron a cabo en una sola vuelta, con ligeras variaciones en los cursos que reflejaban las diferentes distancias – 44 mi (70,81 km) para los hombres, 29 mi (46,67 km) para las mujeres.

## Horario
Todos los horarios están en Tiempo Británico (UTC+1)
| Fecha                         | Tiempo | Ronda |
| ----------------------------- | ------ | ----- |
| Miércoles 1 de agosto de 2012 | 14:15  | Final |

## Clasificación
| Evento                                          | Ranking por nación | Clasificados         | Atletas por CON |
| ----------------------------------------------- | ------------------ | -------------------- | --------------- |
| UCI WorldTour 2011                              | 1º                 | España (ESP)         | 1               |
| UCI WorldTour 2011                              | 2º                 | Bélgica (BEL)        | 1               |
| UCI WorldTour 2011                              | 3º                 | Italia (ITA)         | 1               |
| UCI WorldTour 2011                              | 4º                 | Australia (AUS)      | 1               |
| UCI WorldTour 2011                              | 5º                 | Reino Unido (GBR)    | 1               |
| UCI WorldTour 2011                              | 6º                 | Alemania (GER)       | 1               |
| UCI WorldTour 2011                              | 7º                 | Países Bajos (NED)   | 1               |
| UCI WorldTour 2011                              | 8º                 | Estados Unidos (USA) | 1               |
| UCI WorldTour 2011                              | 9º                 | Luxemburgo (LUX)     | 1               |
| UCI WorldTour 2011                              | 10º                | Suiza (SUI)          | 1               |
| UCI WorldTour 2011                              | 11º                | Francia (FRA)        | 1               |
| UCI WorldTour 2011                              | 12º                | Noruega (NOR)        | 1               |
| UCI WorldTour 2011                              | 13º                | Irlanda (IRL)        | 1               |
| UCI WorldTour 2011                              | 14º                | Dinamarca (DEN)      | 1               |
| UCI WorldTour 2011                              | 15º                | Kazajistán (KAZ)     | 1               |
| UCI Africa Tour 2010-2011                       | 1º                 | Marruecos (MAR)      | 1               |
| UCI America Tour 2010-2011                      | 1º                 | Colombia (COL)       | 1               |
| UCI America Tour 2010-2011                      | 2º                 | Venezuela (VEN)      | 1               |
| UCI America Tour 2010-2011                      | 3º                 | Brasil (BRA)         | 1               |
| UCI America Tour 2010-2011                      | 4º                 | Argentina (ARG)      | 1               |
| UCI Asia Tour 2010-2011                         | 1º                 | Irán (IRI)           | 1               |
| UCI Asia Tour 2010-2011                         | 2º                 | Japón (JPN)          | 1               |
| UCI Europe Tour 2010-2011                       | 1º                 | Eslovenia (SLO)      | 1               |
| UCI Europe Tour 2010-2011                       | 2º                 | Rusia (RUS)          | 1               |
| UCI Europe Tour 2010-2011                       | 3º                 | Portugal (POR)       | 1               |
| UCI Europe Tour 2010-2011                       | 4º                 | Polonia (POL)        | 1               |
| UCI Europe Tour 2010-2011                       | 5º                 | Turquía (TUR)        | 1               |
| UCI Europe Tour 2010-2011                       | 6º                 | Bielorrusia (BLR)    | 1               |
| UCI Europe Tour 2010-2011                       | 7º                 | Lituania (LTU)       | 1               |
| UCI Oceania Tour 2010-2011                      | 1º                 | Nueva Zelanda (NZL)  | 1               |
| Evento individual del Campeonato del Mundo 2011 | 1º                 | Alemania (GER)       | 1               |
| Evento individual del Campeonato del Mundo 2011 | 2º                 | Reino Unido (GBR)    | 1               |
| Evento individual del Campeonato del Mundo 2011 | 3º                 | Suiza (SUI)          | 1               |
| Evento individual del Campeonato del Mundo 2011 | 4º                 | Australia (AUS)      | 1               |
| Evento individual del Campeonato del Mundo 2011 | 5º                 | Países Bajos (NED)   | 1               |
| Evento individual del Campeonato del Mundo 2011 | 6º                 | Kazajistán (KAZ)     | 1               |
| Evento individual del Campeonato del Mundo 2011 | 7º                 | Dinamarca (DEN)      | 1               |
| Evento individual del Campeonato del Mundo 2011 | 8º                 | España (ESP)         | 1               |
| Evento individual del Campeonato del Mundo 2011 | 9º                 | Suecia (SWE)         | 1               |
| Evento individual del Campeonato del Mundo 2011 | 10º                | Canadá (CAN)         | 1               |
| Total                                           |                    |                      | 40              |

## Resultados
La lista de salida de los 37 ciclistass se publicó el 1 de agosto.
| Rank              | Ciclista                   | Tiempo   |
| ----------------- | -------------------------- | -------- |
| Medalla de oro    | Bradley Wiggins (GBR)      | 50:39.54 |
| Medalla de plata  | Tony Martin (GER)          | 51:21.54 |
| Medalla de bronce | Chris Froome (GBR)         | 51:47.87 |
| 4                 | Taylor Phinney (USA)       | 52:38.07 |
| 5                 | Marco Pinotti (ITA)        | 52:49.28 |
| 6                 | Michael Rogers (AUS)       | 52:51.39 |
| 7                 | Fabian Cancellara (SUI)    | 52:53.71 |
| 8                 | Bert Grabsch (GER)         | 53:18.04 |
| 9                 | Jonathan Castroviejo (ESP) | 53:29.36 |
| 10                | Janez Brajkovič (SLO)      | 54:09.72 |
| 11                | Lieuwe Westra (NED)        | 54:19.62 |
| 12                | Vasil Kiryienka (BLR)      | 54:30.29 |
| 13                | Edvald Boasson Hagen (NOR) | 54:30.87 |
| 14                | Lars Ytting Bak (DEN)      | 54:33.21 |
| 15                | Jakob Fuglsang (DEN)       | 54:34.49 |
| 16                | Gustav Larsson (SWE)       | 54:35.26 |
| 17                | Philippe Gilbert (BEL)     | 54:39.98 |
| 18                | Nélson Oliveira (POR)      | 54:41.57 |
| 19                | Jack Bauer (NZL)           | 54:54.16 |
| 20                | Denis Menchov (RUS)        | 54:59.26 |
| 21                | Ramūnas Navardauskas (LTU) | 55:12.32 |
| 22                | Lars Boom (NED)            | 55:29.74 |
| 23                | Alexander Vinokourov (KAZ) | 55:37.05 |
| 24                | Fumiyuki Beppu (JPN)       | 55:40.64 |
| 25                | Maciej Bodnar (POL)        | 55:49.67 |
| 26                | Magno Nazaret (BRA)        | 55:50.77 |
| 27                | David McCann (IRL)         | 56:03.77 |
| 28                | Ryder Hesjedal (CAN)       | 56:06.18 |
| 29                | Sylvain Chavanel (FRA)     | 56:07.67 |
| 30                | Michael Albasini (SUI)     | 56:38.38 |
| 31                | Assan Bazayev (KAZ)        | 56:40.77 |
| 32                | Luis León Sánchez (ESP)    | 56:59.16 |
| 33                | Tomás Gil (VEN)            | 57:05.12 |
| 34                | Mouhcine Lahsaini (MAR)    | 57:25.24 |
| 35                | Fabio Duarte (COL)         | 57:34.20 |
| 36                | Alireza Haghi (IRI)        | 57:41.44 |
| 37                | Ahmet Akdilek (TUR)        | 59:11.19 |
|                   | Daniel Martin (IRL)        |          |